# Liardetia doliolum
Liardetia doliolum är en snäckart som först beskrevs av Ludwig Pfeiffer 1846.  Liardetia doliolum ingår i släktet Liardetia och familjen Helicarionidae. Inga underarter finns listade i Catalogue of Life.